# تیم ملی فوتبال جزایر تورکس و کایکوس
تیم ملی فوتبال جزایر تورکس و کایکوس نمایندهٔ کشور جزایر تورکس و کایکوس در مسابقات بین‌المللی است که زیر نظر فدراسیون فوتبال جزایر تورکس و کایکوس فعالیت می‌کند.
اولین بازی رسمی این تیم در تاریخ ۲۴ فوریه ۱۹۹۹ میلادی در برابر تیم ملی فوتبال باهاما برگزار شده‌است.